# Su Bingtian
Su Bingtian (苏炳添S, Sū BǐngtiānP; Zhongshan, 29 agosto 1989) è un velocista cinese, vincitore della medaglia d'argento nei 60 metri piani ai Mondiali indoor di Birmingham 2018.

## Biografia
Su Bingtian è l'attuale primatista asiatico dei 100 metri piani con il tempo di 9"83 e dei 60 metri piani indoor con il tempo di 6"42. Detiene inoltre il record cinese della staffetta 4×100 metri con il tempo di 37"79, specialità in cui ha vinto la medaglia di bronzo ai Giochi olimpici di Tokyo 2020 (in seguito alla squalifica della squadra britannica) e la medaglia d'argento ai Mondiali di Pechino 2015.
Il 30 maggio 2015, realizzando il tempo di 9"99, è diventato il centesimo uomo nella storia mai sceso sotto la barriera dei 10 secondi nei 100 metri piani.
Il 1º agosto 2021, durante i Giochi olimpici di Tokyo 2020, ha vinto la propria semifinale dei 100 metri piani facendo registrare il tempo di 9"83, nuovo primato asiatico, precedendo lo statunitense Ronnie Baker e l'italiano, nonché futuro campione olimpico, Marcell Jacobs e ottenendo la qualificazione per la sua prima finale olimpica con il miglior tempo delle semifinali. Nell'occasione fece registrare i più veloci 60 metri della storia, corsi in 6"29, tempo addirittura inferiore a quello fatto registrare nel 2009 da Usain Bolt (6"31) durante il suo record mondiale dei 100 m piani. Nella successiva finale non è riuscito però a ripetersi, concludendo la gara in sesta posizione con il tempo di 9"98.

## Palmarès
| Anno | Manifestazione         | Sede           | Evento      | Risultato  | Prestazione | Note                                     |
| ---- | ---------------------- | -------------- | ----------- | ---------- | ----------- | ---------------------------------------- |
| 2009 | Campionati asiatici    | Canton         | 4×100 m     | Argento    | 39"07       |                                          |
| 2009 | Giochi asiatici indoor | Hanoi          | 60 m piani  | Oro        | 6"65        |                                          |
| 2010 | Giochi asiatici        | Canton         | 4×100 m     | Oro        | 38"78       | Record dei campionati                    |
| 2011 | Campionati asiatici    | Kōbe           | 100 m piani | Oro        | 10"21       |                                          |
| 2011 | Campionati asiatici    | Kōbe           | 4×100 m     | 4º         | 39"33       |                                          |
| 2011 | Universiadi            | Shenzhen       | 100 m piani | Bronzo     | 10"27       |                                          |
| 2011 | Mondiali               | Taegu          | 4×100 m     | Batteria   | 38"87       | Miglior prestazione personale stagionale |
| 2012 | Mondiali indoor        | Istanbul       | 60 m piani  | Semifinale | 6"74        | Miglior prestazione personale stagionale |
| 2012 | Giochi olimpici        | Londra         | 100 m piani | Semifinale | 10"28       |                                          |
| 2012 | Giochi olimpici        | Londra         | 4×100 m     | Batteria   | 38"38       | Record nazionale                         |
| 2013 | Campionati asiatici    | Pune           | 100 m piani | Oro        | 10"17       |                                          |
| 2013 | Campionati asiatici    | Pune           | 4×100 m     | Bronzo     | 39"17       |                                          |
| 2013 | Mondiali               | Mosca          | 100 m piani | Semifinale | dq          |                                          |
| 2013 | Mondiali               | Mosca          | 4×100 m     | Batteria   | 38"95       | Miglior prestazione personale stagionale |
| 2014 | Mondiali indoor        | Sopot          | 60 m piani  | 4º         | 6"52        | Record nazionale                         |
| 2014 | Giochi asiatici        | Incheon        | 100 m piani | Argento    | 10"10       |                                          |
| 2014 | Giochi asiatici        | Incheon        | 4×100 m     | Oro        | 37"99       | Record asiatico                          |
| 2015 | Campionati asiatici    | Wuhan          | 4×100 m     | Oro        | 39"08       |                                          |
| 2015 | Mondiali               | Pechino        | 100 m piani | 9º         | 10"06       |                                          |
| 2015 | Mondiali               | Pechino        | 4×100 m     | Argento    | 38"01       |                                          |
| 2016 | Mondiali indoor        | Portland       | 60 m piani  | 5º         | 6"54        |                                          |
| 2016 | Giochi olimpici        | Rio de Janeiro | 100 m piani | Semifinale | 10"08       | Miglior prestazione personale stagionale |
| 2016 | Giochi olimpici        | Rio de Janeiro | 4×100 m     | 4º         | 37"90       |                                          |
| 2017 | World Relays           | Nassau         | 4×100 m     | Bronzo     | 39"22       |                                          |
| 2017 | Mondiali               | Londra         | 100 m piani | 8º         | 10"27       |                                          |
| 2017 | Mondiali               | Londra         | 4×100 m     | 4º         | 38"34       |                                          |
| 2018 | Mondiali indoor        | Birmingham     | 60 m piani  | Argento    | 6"42        | Record asiatico                          |
| 2018 | Giochi asiatici        | Giacarta       | 100 m piani | Oro        | 9"92        | Record dei Giochi                        |
| 2018 | Giochi asiatici        | Giacarta       | 4×100 m     | Bronzo     | 38"89       |                                          |
| 2019 | World Relays           | Yokohama       | 4×100 m     | 4º         | 38"16       | Miglior prestazione personale stagionale |
| 2019 | Mondiali               | Doha           | 100 m piani | Semifinale | 10"23       |                                          |
| 2019 | Mondiali               | Doha           | 4×100 m     | 6º         | 38"07       |                                          |
| 2021 | Giochi olimpici        | Tokyo          | 100 m piani | 6º         | 9"98        | [ 3 ]                                    |
| 2021 | Giochi olimpici        | Tokyo          | 4×100 m     | Bronzo     | 37"79       | [ 4 ] [ 5 ]                              |
| 2022 | Mondiali               | Eugene         | 100 m piani | Semifinale | 10"30       |                                          |
| 2022 | Mondiali               | Eugene         | 4×100 m     | Batteria   | 38"83       | Miglior prestazione personale stagionale |

## Altre competizioni internazionali
2018
- Argento in Coppa continentale ( Ostrava), 100 m piani - 10"03